# Michael Flynn
Michael Francis Flynn, född 20 december 1947 i Easton, Pennsylvania, död 30 september 2023, var en amerikansk statistiker och science fiction-författare. Hans verk har flera gånger varit nominerade till Hugopriset - debutberättelsen Eifelheim två gånger. Den publicerades första gången 1986 som en kortroman och blev då nominerad till Hugopriset för bästa kortroman 1987. En utökad version kom (2006) och nådde finalen av nomineringar till Hugopriset för bästa roman 2007.
I stort sett alla Flynns arbeten hamnar i kategorin hård science fiction, även om hans upplägg kan vara ovanliga. I arbeten som In the Country of the Blind (1990 och 2001) tillämpar han således den hårda science fictionens stränghet på en "mjukare" vetenskap, i detta fall sociologi. Flertalet av hans noveller har dykt upp i Analog Science Fiction and Fact.

## Biografi
Flynn tog en B.A. i matematik vid La Salle University och en M.S. i topologi på Marquette University.
Han har varit anställd som industriell kvalitetsingenjör och statistiker.